# Trichoptya terminata
Trichoptya terminata är en fjärilsart som beskrevs av Walker 1873. Trichoptya terminata ingår i släktet Trichoptya och familjen nattflyn. Inga underarter finns listade i Catalogue of Life.